# 永島さや佳
永島 さや佳（ながしま さやか、1984年7月7日 - ）は、日本の元グラビアアイドルで、お笑いコンビ「魔女っこ」の元メンバー。

## 来歴・人物
- 元所属事務所はアバンギャルド。2008年12月にカレントに移籍し、2013年3月24日に魔女っこを解散後退所。

## 出演

### テレビ番組
- GO-1グランプリ（フジテレビ） - 2005年
- 鈴木タイムラー（テレビ朝日） - 2005年4月からレギュラー
- CAR Hyper（テレビ埼玉制作） - 2005年4月からレギュラー
- ヤンチャ黙示録（テレビ東京） - 2005年5月
- トリビアの泉（フジテレビ） - 2005年6月
- 熱闘!朝まで麻雀スタジアム（テレビ朝日） - 2007年1月
- 未来創造堂（日本テレビ） - 2007年3月
- 週刊バイクTV（千葉テレビ放送 他） - 2007年5月
- お願い!ランキング（テレビ朝日） - 2012年4月25日

他

### テレビドラマ
- 超星艦隊セイザーX（テレビ東京） - 2005年10月、第5話

### インターネットテレビ
- アバンギャル道（あっ!とおどろく放送局） - 2006年1月から準レギュラー（終了）

### 携帯サイト
- アイドルがイッパイ （アイパイ）

### CM
- ハンゲーム - 2006年8月
- 紳士服はるやま - 2007年2月～2007年5月

### 映画
- ガラスのヒール レースクイーンの女神たち THE MOVIE（2006年10月21日、マジカル）

### DVD
- 2005 ENDLESS（2005年12月21日、スカイ）
- BODY&SOUL（2006年5月24日、ビーエムスリー）
- ハミハミ!（2007年4月25日、エアーコントロール）
- 絶叫!!ネバーダイ ガールズシャウト30（2007年9月21日、マジカル）
- さやさやSMILE（2008年1月30日、マジカル）
- idol FeatureS/Avan5（2008年3月19日、マジカル）

#### その他
- ASIAN美少女FILEアイドルパーティー（有線ブロードネットワークス） - 2005年7月からレギュラー
- Bibus（学研・BOMB企画アイドルポータルサイト）